# Josefina Bolinaga
Josefina Bolinaga Ugarte (Valmaseda, 1880-¿Madrid?, c. 1965) fue una escritora española. Perteneciente a la generación del 27, se dedicó especialmente a la literatura infantil. Tuvo una larga trayectoria profesional y fue capaz de elaborar un amplio número de cuentos para niños, que alcanzaron reconocimiento a mediados del siglo XX.

## Trayectoria
Nació en la localidad vizcaína de Valmaseda. En sus primeros años tuvo predilección por la poesía. Su primera obra conocida es Alma rural (1925), donde sus poemas ensalzan la vida y costumbres rurales. Tras esta, existe constancia de Flores de amor (1927), un poemario con tema materno-filial. Tras esto, aunque no son conocidas las motivaciones, parece que su obra dio un giro hacia la literatura infantil, entre la que destacan sus cuentos.
El primer reconocimiento a su carrera llegó en 1932, cuando consiguió el tercer Premio Nacional de Literatura. Posteriormente, en 1934 recibió el Premio Nacional de Literatura con Amanecer. Igualmente, se sabe que su obra se publicaba en prensa de manera periódica. Por ejemplo, en la revista ilustrada Blanco y Negro, sus cuentos infantiles aparecieron durante varios años (al menos entre 1933 y 1936) en el suplemento infantil Gente Menuda, donde también se publicaron escritos de Elena Fortún y Gloria de la Prada. Varios de estos cuentos se recopilaron en su obra Cuévano de aventuras (1935). Hay constancia de que algunos de sus escritos, como Amanecer, fueron empleados en la educación escolar de estos años, ya que contenían un importante carácter aleccionador.
Tras la guerra civil española (1936-1939) y el inicio de la dictadura franquista, su carrera tuvo que dar un vuelco. Se conoce que su obra Amanecer fue prohibida por el régimen franquista y retirada del uso escolar. Tras sufrir una adaptación a causa de la censura, la obra con modificaciones volvió a la circulación y a su utilización en las aulas. Posteriormente, Josefina todavía se mantuvo en temas de literatura infantil, pero adaptándose a los permitidos por la dictadura. Así, aparecieron obras como Nueva raza (1941), Cuentos de primavera (1944), Mi patria es el mar (1951), Solo para niñas (1957) o Ven a mi jardín (1962). Muchos de ellos, especialmente los dos últimos, fueron empleados como recurso de lectura en la educación de las niñas durante el periodo franquista.

## Reconocimientos y distinciones
En 1932 recibió el tercer Premio Nacional de Literatura.
En 1934 consiguió el Premio Nacional de Literatura.
En 1952 obtuvo el Premio Virgen del Carmen de Literatura y Periodismo.

## Publicaciones destacadas
Josefina fue autora de diversos libros de literatura, entre los que sobresalen los cuentos infantiles. Destacan las siguientes:
- Amanecer. Hijos de Santiago Rodríguez. 1934.
- Cuévano de aventuras. Yagües. 1935.
- Nueva raza. Hijos de Santiago Rodríguez. 1941.
- Solo para niñas. Aguilar. 1957.